# Čimelice
Čimelice – wieś w powiecie Písek w kraju południowoczeskim w Czechach.
Čimelice położone są przy głównej drodze z południowych Czech do Pragi (droga R4 lub Strakonická).  
We wsi znajduje się stacja kolejowa (połączenie Pisek-Zdice) rzymskokatolicki kościół św. Trójcy, zamek z 1720 i kamienny most w centrum wsi. Wieś znana jest z jesiennych targów ogrodniczych. Przez wieś przepływa rzeka Skalica, która jest dopływem Otavy.
W pobliżu Čimelic znajduje się wiele zabytkowych mostów kamiennych o nazwach: Bisingrovský, Zhoř, Nerestec, Stejskal, Valný, Zástava.
We wsi urodził się polski generał Franciszek Paulik (1866-1940).